# جائزة تشارلز ستارك درابر

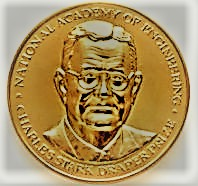

تمنح (NAE) سنوياً جائزة تشارلز ستارك داربر (بالإنجليزية: Charles Stark Draper Prize)‏ لمن عمل على تقدم في الهندسة ولمن ساهم في تعليم العامة عن المجال الهندسي. وهي واحدة من ثلاث جوائز التي تشكل جائزة نوبل في الهندسة. الفائز بالجائزة يتسلم 500,000 دولار. سميت هذه الجائزة نسبة إلي العالم تشارلز ستارك داربر الأب المؤسس لعلم نظام الملاحة بالقصور الذاتي وهو أستاذ بمعهد ماساتشوستس للتكنولوجيا ومؤسس معمل داربر.

## الفائزون بالجائزة
قائمة الفائزين بالجائزة:
- 1989: جاك كيلبي وروبرت نويس لتعديلهم المستقل للدائرة المتكاملة المتجانسة.
- 2001: فينت سيرف وروبرت خان وليونارد كلينروك ولورانس روبرتس لتطويرهم شبكة الإنترنت.
- 2013: توماس هوج، مارتن كوبر، ويوشوهيسب أوكومورا، وريتشارد فرانكيل وجويل إنجل مطورو الهاتف محمول والذين وضعوا أسس الهواتف الذكية.
- 2014 : عالم والمهندس المغربي الفرنسي رشيد اليزمي
- 2015: إيسامو أكاساكي، وجورج كرافورد، وراسل دين دوبوي، ونيك هولنياك، وشوجي ناكامورا وذلك لاختراع وتطوير وتسويق المواد والعمليات اللازمة لصناعة الصمام الثنائي الباعث للضوء.[2][3]